# Comuna de Brzozie
Brzozie (polaco: Gmina Brzozie) é uma gminy (comuna) na Polónia, na voivodia de Cujávia-Pomerânia e no condado de Brodnicki. A sede do condado é a cidade de Brzozie.
De acordo com os censos de 2004, a comuna tem 3640 habitantes, com uma densidade 38,8 hab/km².

## Área
Estende-se por uma área de 93,74 km², incluindo:
- área agricola: 72%
- área florestal: 13%

## Demografia
Dados de 30 de Junho 2004:
|                      | Total   | Total | Mulheres | Mulheres | Homens  | Homens |
| -------------------- | ------- | ----- | -------- | -------- | ------- | ------ |
|                      | pessoas | %     | pessoas  | %        | pessoas | %      |
| População            | 3640    | 100   | 1754     | 48,2     | 1886    | 51,8   |
| Densidade (pop./km²) | 38,8    | 100   | 18,7     | 18,7     | 20,1    | 20,1   |

De acordo com dados de 2002, o rendimento médio per capita ascendia a 1795,52 zł.

## Subdivisões
- Brzozie, Jajkowo, Janówko, Małe Leźno, Mały Głęboczek, Sugajno, Świecie, Trepki, Wielki Głęboczek, Wielkie Leźno, Zembrze.

## Comunas vizinhas
- Bartniczka, Brodnica, Grodziczno, Kurzętnik, Lidzbark, Zbiczno, Bartniczka